# Zadębie
Zadębie [pronunciación en polaco: /zaˈdɛmbjɛ/] es un pueblo ubicado en el distrito administrativo de Gmina Dębowa Kłoda, dentro del condado de Parczew, Voivodato de Lublin, en el este de Polonia. Se encuentra a unos 10 kilómetros al este de Dębowa Kłoda, a 20 kilómetros al este de Parczew, y a 59 kilómetros al noreste de la capital regional Lublin.